# Dina Merrill
Dina Merrill, född Nedenia Marjorie Hutton den 29 december 1923 i New York, död 22 maj 2017 i East Hampton, New York, var en amerikansk skådespelare. Merrill medverkade som skådespelare i amerikanska filmer och TV-produktioner under åren 1955 till 2009. Hon gjorde ofta roller som eleganta kvinnor och societetsdamer. En av hennes kändaste roller var som bedragen fru i filmen Inte för pengar... 1960.

## Filmografi (i urval)

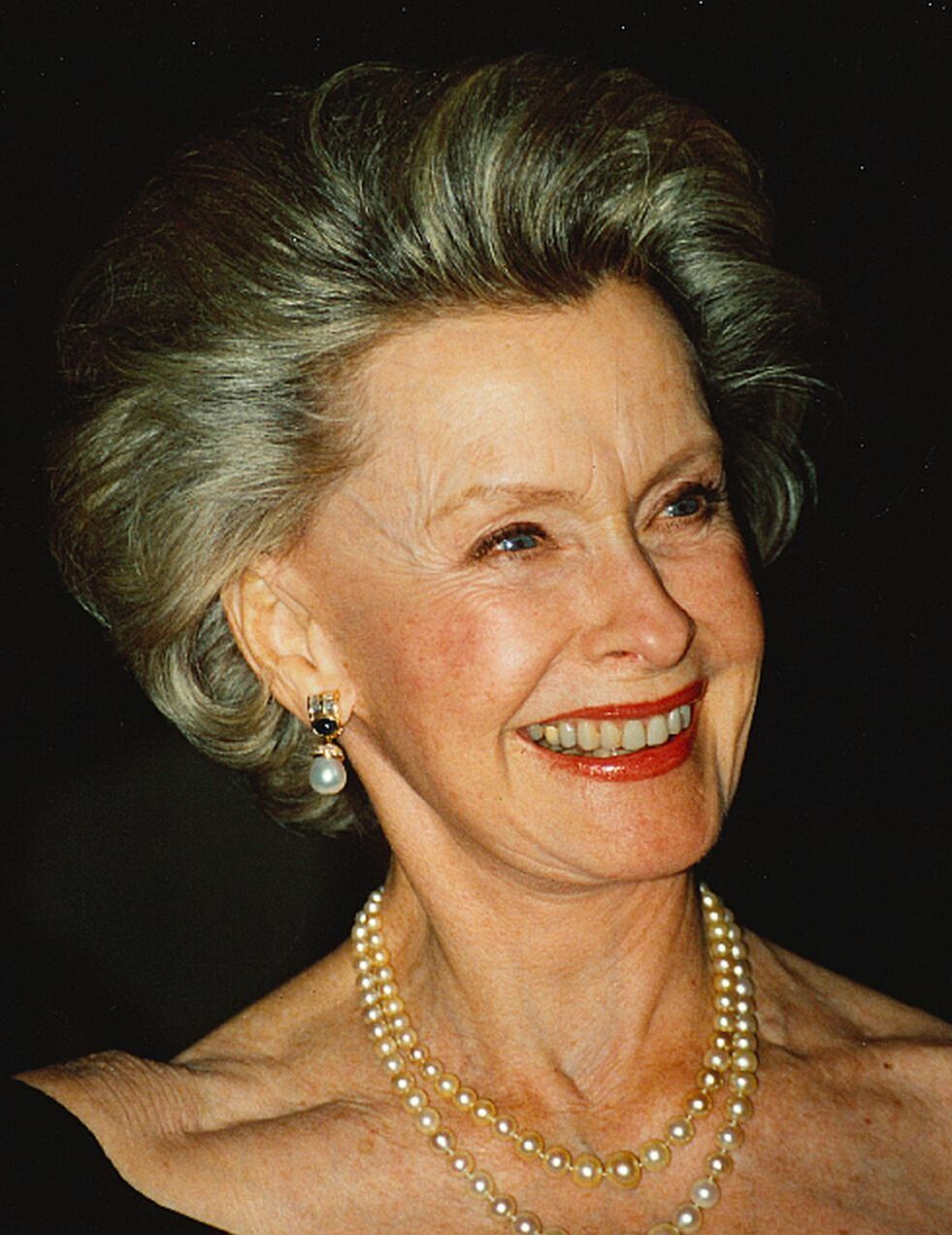
Dina Merrill, 1999

- 1957 – Kvinnans svaga punkt
- 1959 – Operation kjoltyg
- 1960 – Inte för pengar...
- 1961 – Unga vildar
- 1963 – Pappas väninnor
- 1978 – Oh, vilket bröllop!
- 1989 – Gott nytt år! (TV-film)
- 1992 – Spelaren